# Cryptocladocera mojingensis
Cryptocladocera mojingensis là một loài ruồi trong họ Tachinidae.